# Rising Records
La Rising Records è un'etichetta discografica indipendente britannica con sede in Inghilterra.

## Storia
La Rising Records fu fondata nel 2003 a Clacton-on-Sea. Il primo album dell'etichetta fu For Us It Ends When We Drown dei Defenestration, pubblicato nel 2004 assieme a From Shadows Came Darkness dei Mendeed, una band che l'anno seguente firmò per la famosa Nuclear Blast di Markus Staiger.
Nel 2006 l'etichetta pubblicò assieme alla rivista Kerrang!, il disco tributo ai Metallica intitolato Remastered: Metallica's Master Of Puppets Revisited, che vedeva tra le band coinvolte nelle cover anche i Machine Head, Trivium, Bullet for My Valentine, Chimaira, Fightstar, Mastodon e Funeral for a Friend. Sempre nel 2006 l'etichetta viene nominata nella Metal Hammer award, e nel 2007 vince grazie alla band Trigger the Bloodshed il titolo di miglior band underground dello stesso concorso.

## Artisti
- The Argent Dawn
- Bleed from Within
- Bloodwrat
- Corrosion
- Depth
- Everything Burns
- From the Depth
- Sarah Jezebel Deva
- Mendeed
- Sworn Amongst
- Trigger the Bloodshed